# Clockradio
En clockradio eller klokradio er et vækkeur og en radiomodtager sammenbygget i et apparat. Radiomodtagerdelen kan typisk modtage DAB-bånd, FM-båndet og/eller AM-bånd.
Clockradioen har den funktion, at den i stedet for at udsende en høj lyd som nogle folk bliver irriteret over, starter radioen, når den alarm man har slået til begynder at vække en. Nogle clockradioer har en lille projektor indbygget, så den kan projektere oplysninger om klokken op på et større fladt areal som f.eks. en væg.